# Abreschviller
Abreschviller (in tedesco Alberschweiler; dal 1941 al 1944 Albersweiler) è un comune francese di 1 561 abitanti situato nel dipartimento della Mosella nella regione del Grand Est.

## Storia

### Simboli
Le pigne simboleggiano la foresta del massiccio dei Vosgi settentrionali, che è in gran parte costituita da conifere.

## Società

### Evoluzione demografica
Abitanti censiti